# Rejon aczyński
Rejon aczyński (ros. Ачинский район, Aczinskij rajon) – rejon administracyjny i komunalny Kraju Krasnojarskiego w Rosji. Stolicą rejonu jest miasto Aczyńsk, które administracyjne nie stanowi części rejonu Rejon został utworzony 4 kwietnia 1924 roku.

## Położenie
Rejon ma powierzchnię 2 534 km² i znajduje się w południowo-zachodniej części Kraju Krasnojarskiego, granicząc na północny z rejonem bolszeułujskim, na wschodzie z rejonem kozulskim, na południu z rejonem nazarowskim, a na zachodzie z rejonem bogotolskim.
Przez rejon przepływa rzeka Czułym, będąca dopływem Obu.
Przebiega tędy także droga magistralna M53 z Nowosybirska do Irkucka.
Przez rejon przechodzi główna linia kolei transsyberyjskiej oraz dwie jej linie boczne: odgałęzienie Aczyńsk-Lesosibirsk biegnące na północ oraz odgałęzienie Aczyńsk-Abakan biegnące na południe.
Znajduje się tu też port lotniczy Aczyńsk.

## Ludność
W 1989 roku rejon ten liczył 15 598 mieszkańców, w 2002 roku 14 904, w 2010 roku 15 884, a w 2011 zaludnienie wzrosło do 15 908 osób.

## Podział administracyjny
Administracyjnie rejon posiada jedno robotnicze osiedle typu miejskiego: Mazul'skij oraz dzieli się na 9 sielsowietów.